# Classpath (java)
Pour l’article homonyme, voir GNU Classpath.
Classpath est un paramètre passé à une machine virtuelle Java qui définit le chemin d'accès au répertoire où se trouvent les classes et les packages Java afin qu'elle les exécute.
Au sein de la machine virtuelle, c'est le chargeur de classe qui parcourt les répertoires spécifiés par le classpath pour trouver où sont installées les classes requises par un programme Java. 